# Polarårboken Glacier
Polarårboken Glacier är en glaciär i Antarktis. Den ligger i Östantarktis. Australien gör anspråk på området. Polarårboken Glacier ligger 152 meter över havet.
Terrängen runt Polarårboken Glacier är kuperad österut, men västerut är den platt. Terrängen runt Polarårboken Glacier sluttar brant västerut. Trakten är obefolkad. Det finns inga samhällen i närheten. 